# Бубанджида
Бубанджида (фр. Parc national de Boubandjida, англ. Bouba Njida National Park) — это национальный парк в Северном регионе Камеруна, который был создан для спасения чёрного носорога и западной канны.

## История
В 1932 году территория Бубанджида была объявлена заповедной зоной. В 1947 году парк был классифицирован как лесной заповедник. В 1968 году преобразован в национальный парк. В декабре 2007 года достигнуто соглашение о сближении национальных парков Sena-Oura (Чад) и Бубанджида (Камерун).

## География, геология и климат
Национальный парк Бубанджида граничит с Чадом. Вместе с национальным парком Sena Oura на стороне Чада территория рассматривается в качестве бинационального парка. Главный вход к парку находится в Koum примерно 45 км к востоку от Tchollire. Ландшафт представляет собой круто изрезанные ущелья из гранита и гнейса.
Весь парк имеет площадь примерно 2200 км² и расположен на высоте от 350 до 900 м над уровнем моря. Ежегодное количество осадков составляет 1200 мм.
Вблизи Бубанджиды, между удалённым на 90 км национальным парком Бенуэ и Бубанджидой, находится средневековый дворец из глиняных кирпичей под названием Rey-Bouba, который находится в списке кандидатов мирового наследия ЮНЕСКО. Парк получил своё название в честь предка султана Abdoulaye, которого звали Bouba N’Djida и который прибыл из Мали и поселился здесь в 1799 году.

## Окаменелости
Палеонтологи нашли в парке окаменелости динозавров.

## Флора
Парк состоит преимущественно из открытого леса и саванны. Часть саванны содержит элементы зоны Сахель.

## Фауна
Согласно исследованию Lavieren & Esser от 1979 года в парке находились западные канны (Taurotragus oryx) с плотностью 0,44 особей/км². Таким образом число редких животных оценивается сегодня от 1000 до 3500 голов. Другие виды антилоп в парке: конгони (Alcelaphus buselaphus), лошадиная антилопа (Hippotragus equinus), коб, обыкновенный водяной козёл, ориби и различные дукеры. Кроме того, в парке обитает чёрный носорог (Diceros bicornis). Наряду с жирафами имеются ещё и гепарды. Согласно другому исследованию в парке имеется популяция львов численностью примерно от 30 до 50 животных, а также гиен примерно от 41 до 100 особей.. Слоны и африканские буйволы также присутствуют в парке
Наряду с млекопитающими можно найти также черепаху гладкую киниксу (Kinixys belliana belliana), вееропалого геккона Хассельквиста (Ptyodactylus hasselquisti), мабую Перротета (Mabuya perroteti) или королевского питона (Python regius).
В начале 2012 года браконьерами из Судана и Чада в национальном парке было убито более 400 слонов ради слоновой кости.